# Гай Юлий Цезарь (сенатор)
Гай Юлий Цезарь (лат. Gaius Julius Caesar; II век до н. э.) — римский патриций, дед диктатора Гая Юлия Цезаря.

## Биография
Гай Юлий принадлежал к древнему патрицианскому роду. Его преномен известен только благодаря эпиграфическим источникам — надписям, посвящённым его сыну и внуку. Цезарь был женат на Марции из знатной плебейской семьи Марциев Рексов, в этом браке родился сын, ещё один Гай Юлий, и дочь, жена Гая Мария. Возможно, к этой семье принадлежал и Секст Юлий Цезарь, консул 91 года до н. э.
О жизни Гая Юлия неизвестно ничего. Плиний Старший сообщает, что претор с таким именем скоропостижно скончался, застёгивая сандалии, и существует мнение, что речь идёт именно о муже Марции. Противники этой гипотезы отмечают, что в таком случае Плиний сделал бы необходимое уточнение.